# Plouégat-Moysan
Plouégat-Moysan [pluegat mwazɑ̃] (en breton : Plegad-Moezan) est une commune du département du Finistère, dans la région Bretagne, en France.

## Géographie

### Localisation

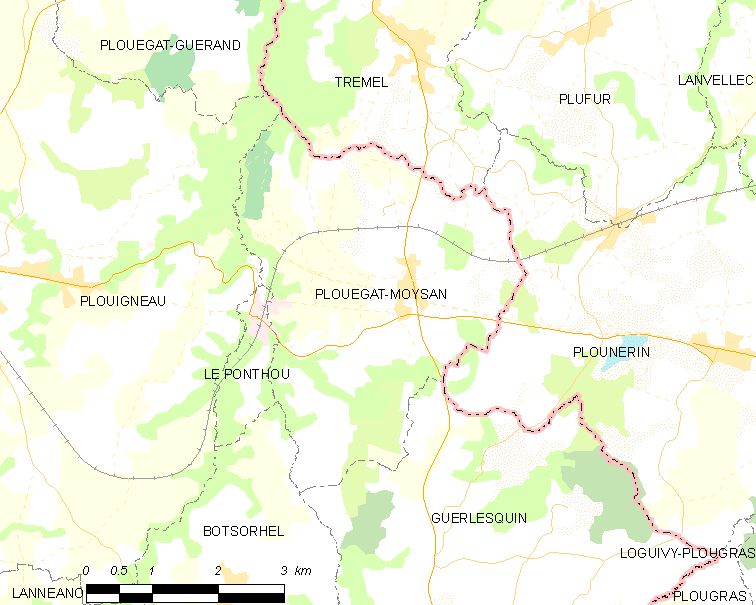
Carte de la commune de Plouégat-Moysan.

Plouégat-Moysan se situe en pays trégorrois, dans le nord-est du Finistère, en Bretagne. Elle fait partie du canton de Plouigneau, dans l'arrondissement de Morlaix. Elle se situe dans le territoire communautaire de la communauté d'agglomération Morlaix Communauté, qui rassemble 26 communes en 2019.
Plouégat-Moysan fait partie historiquement du Trégor finistérien.

#### Communes limitrophes
Plouégat-Moysan est une commune rurale bretonne se situant au nord-est du département Finistère, à la limite des Côtes-d'Armor. Elle se trouve sur l'axe Brest - Rennes sur la RN 12 à 16 kilomètres à l'est de Morlaix, 20 kilomètres au sud-ouest de Lannion, 34 kilomètres à l'ouest de Guingamp et à 63 kilomètres à l'ouest de Saint-Brieuc.
| Plouigneau, Trémel (Côtes-d'Armor) | Trémel (Côtes-d'Armor) | Trémel, Plounérin (Côtes-d'Armor)      |
| Plouigneau, Le Ponthou             | Plouégat-Moysan        | Plounérin (Côtes-d'Armor)              |
| Le Ponthou, Botsorhel              | Guerlesquin            | Guerlesquin, Plounérin (Côtes-d'Armor) |

### Relief et hydrographie

#### Relief

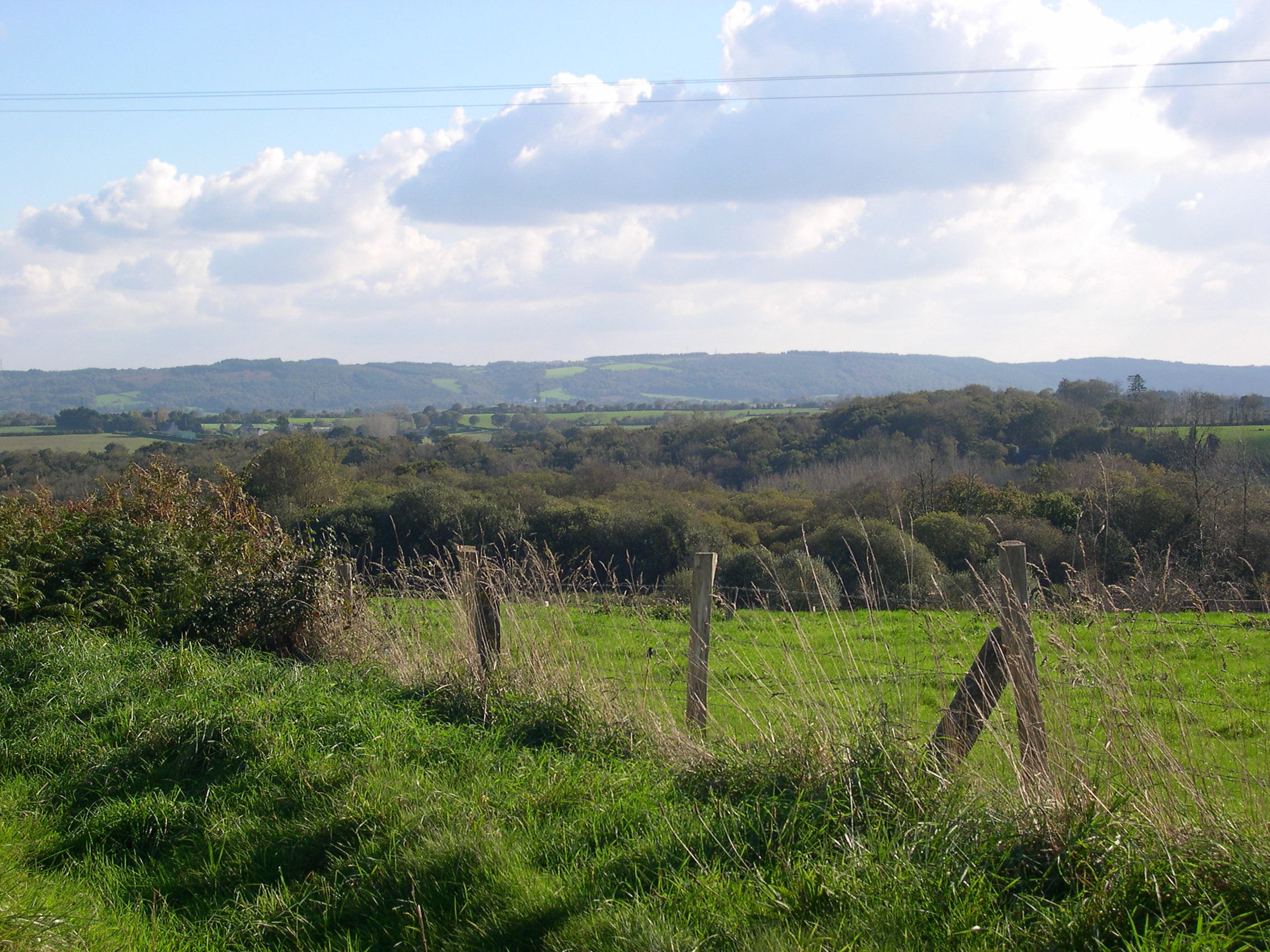
Vue de la colline de Ménez Kervern à Plouégat-Moysan.

La commune a une superficie de 1 497 hectares. Plouégat-Moysan a un relief très vallonné, la partie la plus élevée se trouvant dans la partie sud-est du finage communal, culminant à 247 mètres à Ménez Meur et presque à la même altitude à Ménez Bihan. L'essentiel du territoire communal forme un plateau situé vers 150 mètres d'altitude dans la partie sud-ouest de la commune et s'abaissant jusqu'à une centaine de mètres dans sa partie nord-ouest, mais ce plateau est ponctué de collines, notamment celle de Ménez Kerfoën qui atteint 155 mètres au centre de la commune, celle où est situé le bourg de Plouégat-Moysann, qui atteint 175 mètres, ou encore celle de Ménez Kervern dans la partie est de la commune, et troué par les vallées encaissées des cours d'eau, notamment celles du fleuve côtier Douron, encaissée d'une soixantaine de mètres, parfois plus et dont les versants très pentus sont boisés (Bois de Kerporz notamment) et de ses affluents de rive droite, le Squiriou (et son propre affluent le ruisseau de Ty Ru) et le Dour Uzel ; la confluence du Douron et du Dour Uzel est d'ailleurs, à la pointe nord-ouest du territoire communal, son point le plus bas (57 mètres d'altitude).
Plusieurs des cours d'eau précités délimitent partiellement le territoire communal : le Douron et le Squiriou à l'ouest séparent Plouégat-Moysan de Plouigneau (et de l'ancienne commune du Ponthou) et le Dour Uzel au nord-est et au nord, qui sépare Plouégat-Moyan de Plounérin et Trémel, formant aussi la limite administrative avec le département des Côtes-d'Armor.

#### Réseau hydrographique
Pour un article plus général, voir Réseau hydrographique du Finistère.
La commune est située dans le bassin Loire-Bretagne. Elle est drainée par le Douron, le Dour Uzel, le Squiriou et divers autres petits cours d'eau,.
Le Douron, d'une longueur de 28 km, prend sa source dans la commune de Scrignac et se jette  dans la baie de Lannion entre les communes de Plestin-les-Grèves et de Locquirec, après avoir traversé neuf communes.  Les caractéristiques hydrologiques du Douron sont données par la station hydrologique située sur la commune de Plouigneau. Le débit moyen mensuel est de 0,47 m3/s. Le débit moyen journalier maximum est de 5,24 m3/s, atteint lors de la crue du 24 décembre 2013. Le débit instantané maximal est quant à lui de 9,28 m3/s, atteint le même jour.

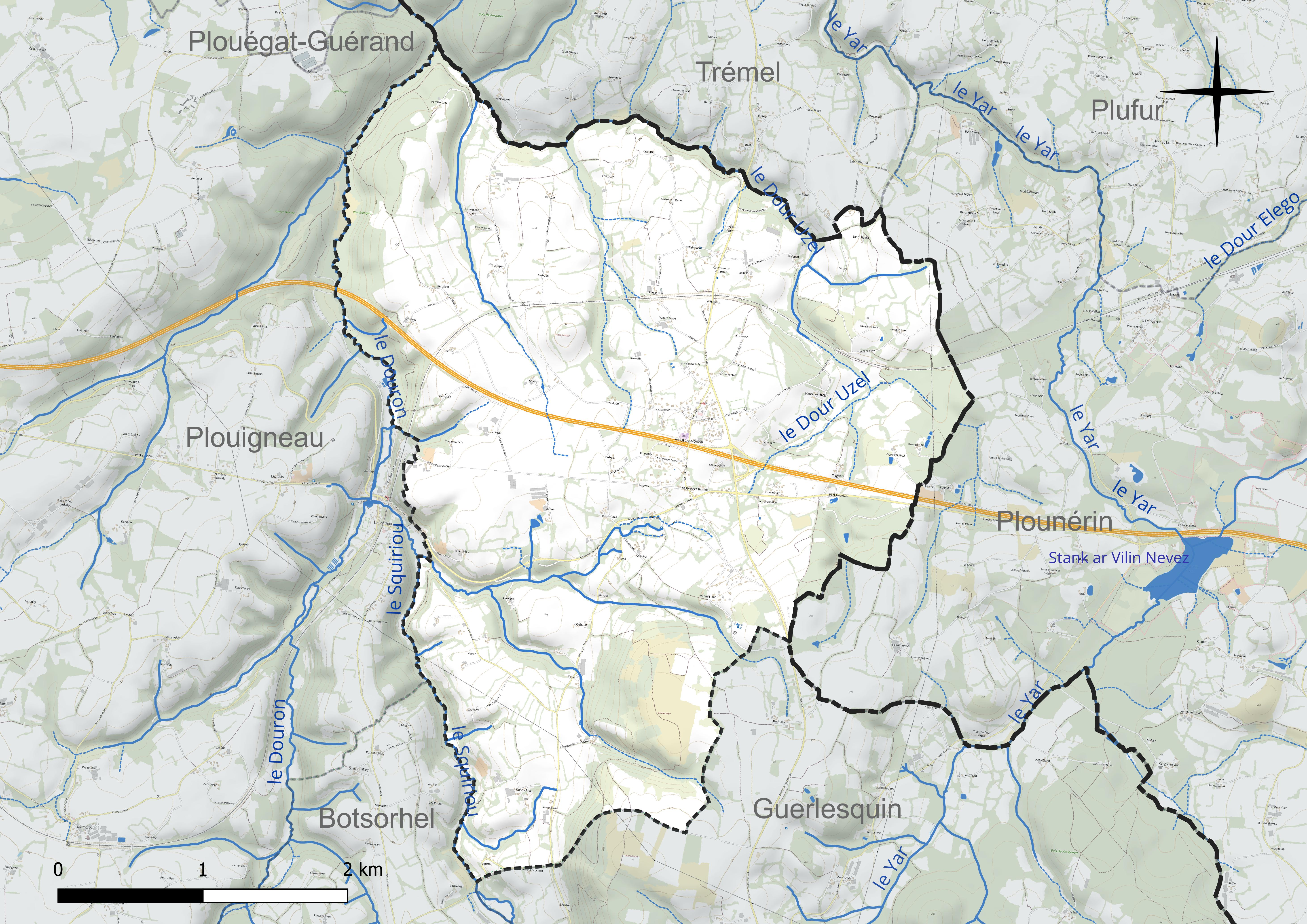
Réseau hydrographique de Plouégat-Moysan.

### Climat
Pour des articles plus généraux, voir Climat de la Bretagne et Climat du Finistère.
En 2010, le climat de la commune est de type climat océanique franc, selon une étude du CNRS s'appuyant sur une série de données couvrant la période 1971-2000. En 2020, Météo-France publie une typologie des climats de la France métropolitaine dans laquelle la commune est exposée à un climat océanique et est dans la région climatique  Finistère nord, caractérisée par une pluviométrie élevée, des températures douces en hiver (6 °C), fraîches en été et des vents forts. Parallèlement l'observatoire de l'environnement en Bretagne publie en 2020 un zonage climatique de la région Bretagne, s'appuyant sur des données de Météo-France de 2009. La commune est, selon ce zonage, dans la zone « Monts d'Arrée », avec des hivers froids, peu de chaleurs et de fortes pluies.  
Pour la période 1971-2000, la température annuelle moyenne est de 10,7 °C, avec  une amplitude thermique annuelle de 10,8 °C. Le cumul annuel moyen de précipitations est de 1 125 mm, avec 15,3 jours de précipitations en janvier et 8,8 jours en juillet. Pour la période 1991-2020, la température moyenne annuelle observée sur la station météorologique la plus proche, située sur la commune de Lannion à 21 km à vol d'oiseau, est de 11,6 °C et le cumul annuel moyen de précipitations est de 929,5 mm,. Pour l'avenir, les paramètres climatiques de la commune estimés pour 2050 selon différents scénarios d'émission de gaz à effet de serre sont consultables sur un site dédié publié par Météo-France en novembre 2022.

## Urbanisme

### Typologie
Au 1er janvier 2024, Plouégat-Moysan est catégorisée commune rurale à habitat dispersé, selon la nouvelle grille communale de densité à 7 niveaux définie par l'Insee en 2022.
Elle est située hors unité urbaine. Par ailleurs la commune fait partie de l'aire d'attraction de Morlaix, dont elle est une commune de la couronne,. Cette aire, qui regroupe 24 communes, est catégorisée dans les aires de 50 000 à moins de 200 000 habitants,.

### Occupation des sols
L'occupation des sols de la commune, telle qu'elle ressort de la base de données européenne d'occupation biophysique des sols Corine Land Cover (CLC), est marquée par l'importance des territoires agricoles (75,9 % en 2018), en augmentation par rapport à 1990 (75 %). La répartition détaillée en 2018 est la suivante : 
zones agricoles hétérogènes (48,8 %), terres arables (23,5 %), forêts (19,2 %), prairies (3,6 %), zones urbanisées (2,9 %), milieux à végétation arbustive et/ou herbacée (1,8 %), zones industrielles ou commerciales et réseaux de communication (0,2 %). L'évolution de l'occupation des sols de la commune et de ses infrastructures peut être observée sur les différentes représentations cartographiques du territoire : la carte de Cassini (XVIIIe siècle), la carte d'état-major (1820-1866) et les cartes ou photos aériennes de l'IGN pour la période actuelle (1950 à aujourd'hui).

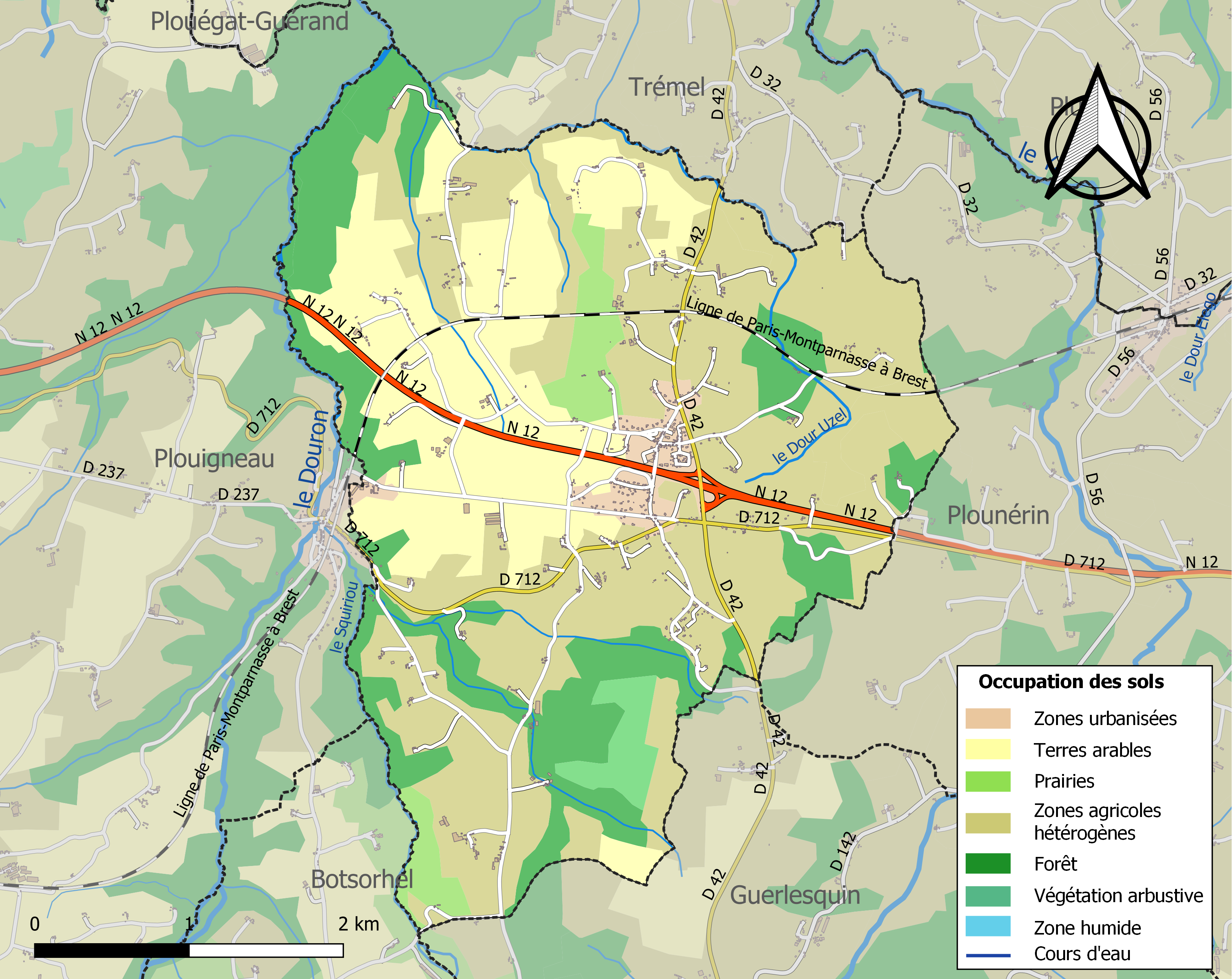
Carte des infrastructures et de l'occupation des sols de la commune en 2018 (CLC).

### Habitat
La commune présente un paysage rural traditionnel de bocage avec un habitat dispersé en écarts formés de hameaux (« villages ») et fermes isolées. Le bourg était traditionnellement de faible importance, ayant par exemple seulement 130 habitants agglomérés en 1889.

### Voies de communication et transports

#### Voies de communication
La commune est traversée approximativement en son milieu par l'ancienne route de Paris à Brest (ancienne Route nationale 12), devenue désormais la D 712 depuis la construction de la voie express qui constitue la nouvelle route nationale 12 ; l'échangeur « Les Quatre Chemins » de cette voie express, situé sur la commune, permet un accès direct depuis celle-ci vers et depuis le bourg, et ce dans les deux sens, via la route départementale 42, axe routier sud-nord qui vient de Guerlesquin et qui se poursuit vers le nord en direction de Trémel et Plestin-les-Grèves.
La partie nord de la commune est traversée par la ligne ferroviaire de Paris à Brest, dont le tracé dessine une grande courbe et passe le plus souvent en tranchée, mais la commune de dispose pas de gare, les plus proches étant celles de Plouigneau à l'ouest et de Plounérin à l'est.

#### Transports
Linéotim, service de transport de bus de Morlaix Communauté, gère plusieurs lignes desservant la commune :
- la ligne 40 (Morlaix ↔ Botsorhel), ligne régulière[19] ;
- la ligne 40a (Plouigneau ↔ Guerlesquin), ligne scolaire[20].

## Toponymie
Le nom de la localité est attesté sous les formes Plegad Moezan aux Ve et VIe siècles, Ploegat Moisan vers 1330, Ploeazgat Moysan en 1375, Ploegat-Moysen fin du XIVe siècle, Ploegatmoysan en 1589, Plouégat Moisan en 1688.
Plouégat-Moysan vient de l'ancien breton ploe (paroisse) et de Saint-Agat/Egat (assimilé par l'église catholique à saint Agapet), et de Moysan  forme bretonnisée de Moïse, du nom d'une seigneurie de Plouagat ; mais le nom pourrait aussi provenir de saint Ergat.

## Histoire

### Préhistoire et Antiquité
Deux voies romaines se croisaient au niveau du hameau actuel de Guernaven (où l'on trouve des tuiles romaines et d'autres vestiges Romains) : celle de Morlaix à Guingamp et celle de Vorgium à Toul-an-Héry

### Moyen-Âge
Plouégat-Moysan est une ancienne paroisse de l'Armorique primitive qui incluait jadis les territoires du Ponthou, Guerlesquin , Botsorhel, et probablement une partie du territoire de Plounérin (la rive gauche du Yar). La paroisse de Plouégat-Moysan, qui dépendait du diocèse de Tréguier, faisait partie d'une châtellenie dépendant de la seigneurie de Trogoff (à ne pas confondre avec une autre seigneurie de Trogoff située en Plouescat), laquelle disposait des haute, moyenne et basse justice.
Pendant la guerre de succession de Bretagne le château de Trogoff, qui appartenait à Pierre de Trogoff, lequel se prononça pour Charles de Blois, fut occupé par Jean de Montfort entre 1356 et 1364 qui en confia la défense à Olivier de Thomelin, qui sema aussi la terreur dans tout le pays avoisinant.
Jean de Montfort se rangea aux côtés du roi d'Angleterre Édouard III, qui y mit une garnison dont le commandement fut confié à un certain Roger David. Ce dernier commit des brigandages et des sauvageries envers les paysans du Trégor. En mars 1363, Bertrand du Guesclin s'empara du château et le détruit totalement.
Pendant la guerre de Succession de Bretagne, les bourgeois de Guingamp demandèrent à Bertrand Du Guesclin, qui venait d'être libéré contre rançon alors qu'il était prisonnier des Anglais et s'était réfugié dans la ville, de les délivrer des ravages commis par deux capitaines anglais, Roger Davy qui tenait le château de Pestivien et Thomelin (Thomelin) qui occupait le château de Trogoff en Plouégat-Moysan. Avec 6 000 hommes, il prit et démantela le château de Pestivien en mars 1363 ; il marcha ensuite sur Trogoff, mais Thuomelin choisit de se rendre sans combattre, ayant reçu l'assurance de pouvoir quitter ce château sain et sauf, mais le château fut ensuite aussi démantelé.
Une fois la paix revenue, Yvon de Trogoff, fils de Pierre de Trogoff, prit possession des ruines mais ne les releva pas. Cette branche aînée des Trogoff tomba en quenouille vers 1430 et la seigneurie passa aux mains de différentes familles successives (familles de Ploësquellec (Plusquellec), de Kerasquer, de Tournemine, du Chastellier, de Villeblanche [par exemple en 1513 la terre de Trogoff appartenait à Claude de Villeblanche, seigneur de Broons], de Goulaine, Le Dymoine successivement) au cours de la deuxième moitié du XVe siècle, du XVIe siècle et de la première moitié du XVIIe siècle.

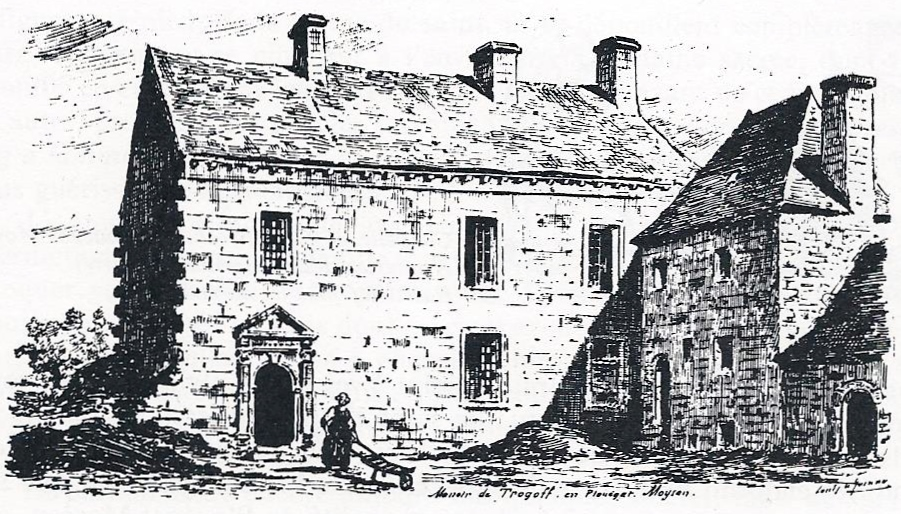
Le manoir de Trogoff (dessin de Louis Le Guennec, vers 1910).

L'actuel manoir fut bâti vers 1643 par Jean de Pensornou, seigneur de Trogoff, avec des matériaux provenant du château détruit.
Une gwerz  recueillie par Théodore Hersart de La Villemarqué évoque ces événements, mais prend quelques libertés par rapport à la réalité historique. Selon elle, la ruine de Trogoff fut amenée par l'outrage que le gouverneur du château, un anglais nommé Rogerson, voulut faire à une jeune paysanne, filleule de Bertrand du Guesclin, lequel, en représailles, aurait détruit le château.
D'autres manoirs existaient dans la paroisse, notamment le manoir de La Haye, propriété de la famille Le Rouge de la Haye et de Guerdavid.

### Temps modernes
Le 7 mai 1596, lors des Guerres de religion, les troupes de François d'Espinay de Saint-Luc, lieutenant-général pour le roi Henri IV en Bretagne, ravagèrent Le Ponthou, Plouigneau et Plouégat-Moysan. Le registre des baptêmes de Lanvellec dit que « ses gens y restèrent 4 jours, faisant très grand dommages, cruautés et tyrannies, tant aux hommes qu'aux femmes ».
Plus d'une vingtaine de domaines convenanciers furent créés dans la paroisse. Plusieurs lieux-dits leur doivent encore leurs noms de nos jours comme Convenant Marie Goz, Convenant ar Cloarec'h, Convenant Malpot, etc..
De nombreux manoirs existaient dans la commune sous l'Ancien Régime, par exemple ceux de Kerbabu, de Rhumanabet, de Goasarscoën (ou Goascoën), de Dandro, ces trois derniers disparus de nos jours ; le manoir de La Haye était la propriété de la famille Le Rouge de la Haye et de Guerdavid.
Jean-Baptiste Ogée décrit ainsi Plouégat-Moysan en 1778 :

« Plouagat-Moisan ; à 7 lieues ½ au sud-ouest de Tréguier , son évêché ; à 33 lieues de Rennes et à 3 lieues ½ de Morlaix, sa subdélégation et son ressort. On y compte 1 100 communiants. La cure est à l'alternative. Ce territoire est coupé de plusieurs gros ruisseaux et fertile en grains et foin ; les landes y sont peu étendues et les arbres à fruits en très grande quantité. (...). [La terre de Trogoff] a une haute justice et appartient à M. Desnos-Desfossés. »

### Révolution française
Le recteur de la paroisse, Goaffuec refusa de prêter le serment à la Constitution civile du clergé, devenant donc prêtre réfractaire. Louis Le Bourzec, fils de convenanciers de Kerbabu, hameau de la paroisse, fut nommé desservant en 1792.
Guillaume Dohollou, né en 1742 à Plouégat-Moysan, qui avait été recteur de Ploulec'h, fut élu député suppléant du clergé de l'évêché de Tréguier aux États généraux de 1789 ; insermenté en 1791 et arrêté en 1792, il s'exila en Angleterre, puis rentra en Bretagne et fut déporté à l'Île de Ré en 1798 ; il fut après le Concordat de 1801 recteur de Pommerit-Jaudy.
Plusieurs des lieutenants du chef chouan Jean François Edme Le Paige de Bar, dont Jean-Louis Tanguy, dit Ulysse et Roland Madiou, dit Sans-Quartier, tous deux originaires de Plouégat-Moysan et Poëns-Kerily, dit Philippe, sont arrêtés en janvier 1799, dénoncés par François Marie Buhot de Kersers, ancien prêtre défroqué de Guerlesquin.

### LeXIXesiècle
A. Marteville et P. Varin, continuateurs d'Ogée décrivent ainsi Plouégat-Moysan en 1853 :

« Plouégat-Moysan (sous l'invocation de Saint Pierre) : commune formée de l'ancienne paroisse de ce nom ; aujourd'hui succursale. Plouégat-Moysan doit sans doute son nom à saint Agapat, ainsi que Plouégat-Guerrand, dont il est limitrophe au nord-ouest. Outre l'église paroissiale, il y a dans cette commune trois chapelles irrégulièrement desservies, mais qui toutes ont leur jour de pardon. Ces pardons ne sont pas renommés et n'attirent généralement aucun étranger. L'agriculture est peu florissante dans cette commune qui, faute de communication avec la mer, ne peut avoir accès aux engrais que celle-ci fournit en abondance. Les femmes travaillent à la terre vec les hommes et, lorsqu'elles sont enceintes, elles s'occupent à filer. Mais cette occupation est rare, car c'est toutau plus si, dans toute la commune, on cultive 10 hectares en lin et chanvre. (...) Géologie : granite ; micaschiste au nord-est du bourg, et dans les parties qui avoisinent Le Ponthou. On parle le breton. »

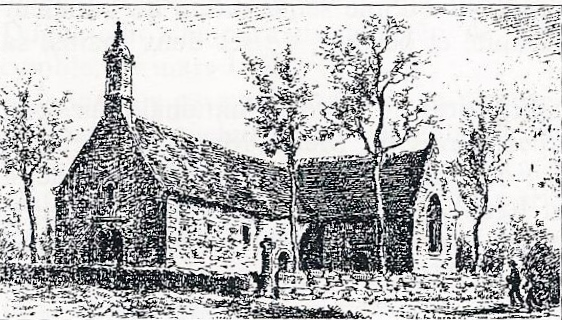
La chapelle Saint-Laurent-du-Pouldour (dessin de Louis Le Guennec, état en 1905, ruinée depuis).

Pol Potier de Courcy décrit en 1864 les pratiques superstitieuses qui se déroulaient à la  chapelle et à la fontaine de Saint-Laurent-du-Pouldour : « La nuit du 9 au 10 août de chaque année, une foule de dévots s'y rendent des paroisses environnantes et, quand ils ont fait sur les genoux le tour du cimetière, ils entrent en rampant dans un four pratiqué sous l'autel, pour rappeler le supplice du feu infligé à saint Laurent , baissent la pierre de l'âtre et ressortent par l'étroite ouverture qu'assiègent d'autres pèlerins impatients. Puis, après s'être frottés les mains et la figure aux pieds de la statue du saint, ils se dépouillent complètement de leurs vêtements et se plongent à l'envi dans la fontaine sacrée, dont l'eau tombe en cascade sur leur tête ; chaque baigneur, avant de céder la place à un autre, prononce ces paroles sacramentelles [en breton] : "Que saint Laurent nous préserve et nous guérisse des rhumatismes" ».
Louis Ogès a aussi décrit ces coutumes : « Une foule de dévots s'y rendaient le jour du pardon ; les hommes se dépouillaient de leurs vêtements et, dans la tenue du père Adam, qui n'offusquait personne puisque la nuit était noire, ils s'asseyaient à tour de rôle sur un siège de pierre placé en contre-bas de la source dont l'eau retombait sur leur tête et leurs épaules. Ils se livraient avec une sorte de frénésie à ces ablutions nocturnes. Dès que le soleil était levé, les femmes remplaçaient les hommes. Leurs tenues étaient plus décentes : elles conservaient leur jupe et leur chemise et venaient offrir leur tête et leur chevelure dénouée à la cascade dont l'eau préserve et guérit ».

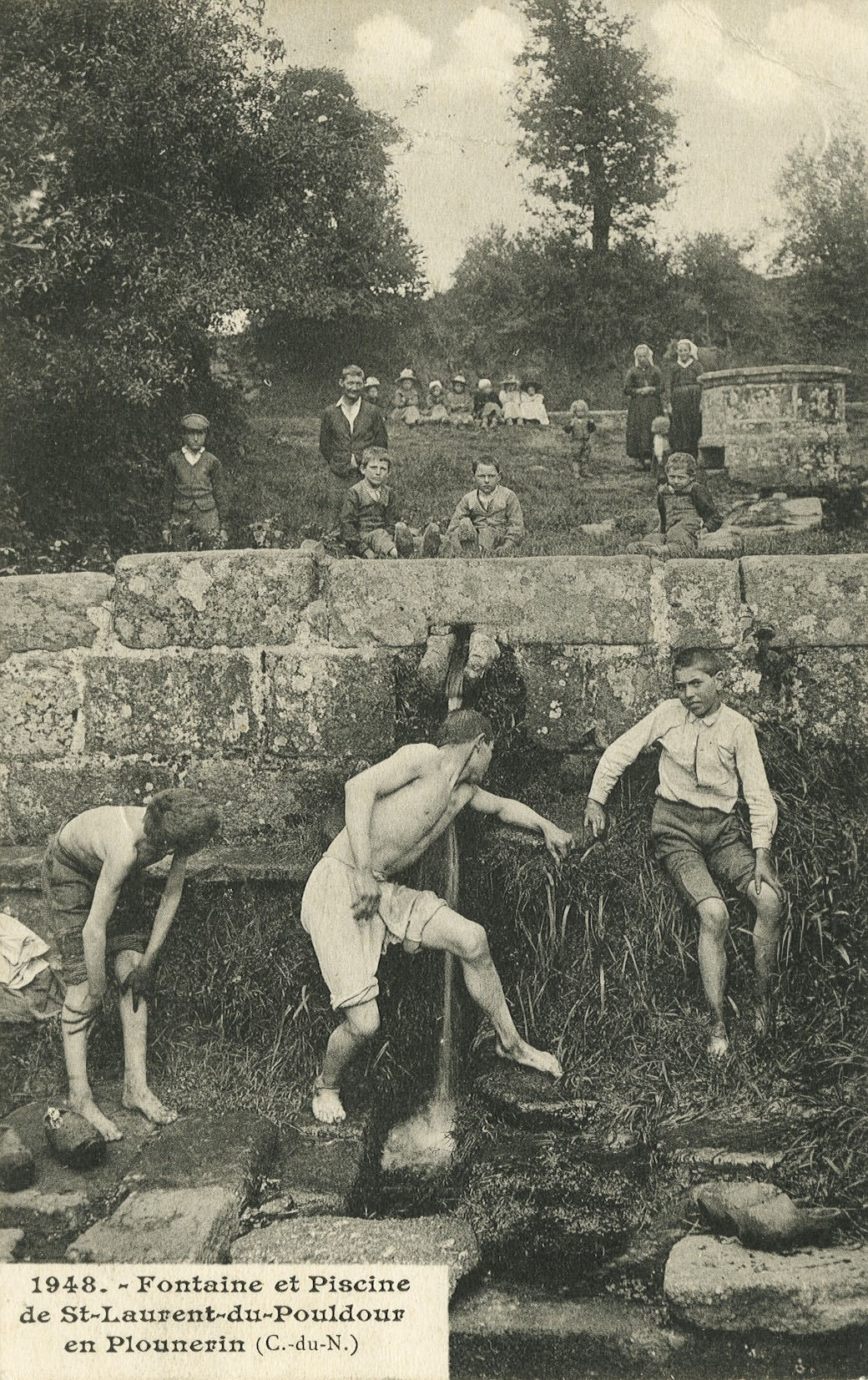
Baignade de pèlerins à la fontaine Saint-Laurent-du-Pouldour vers 1905 1.
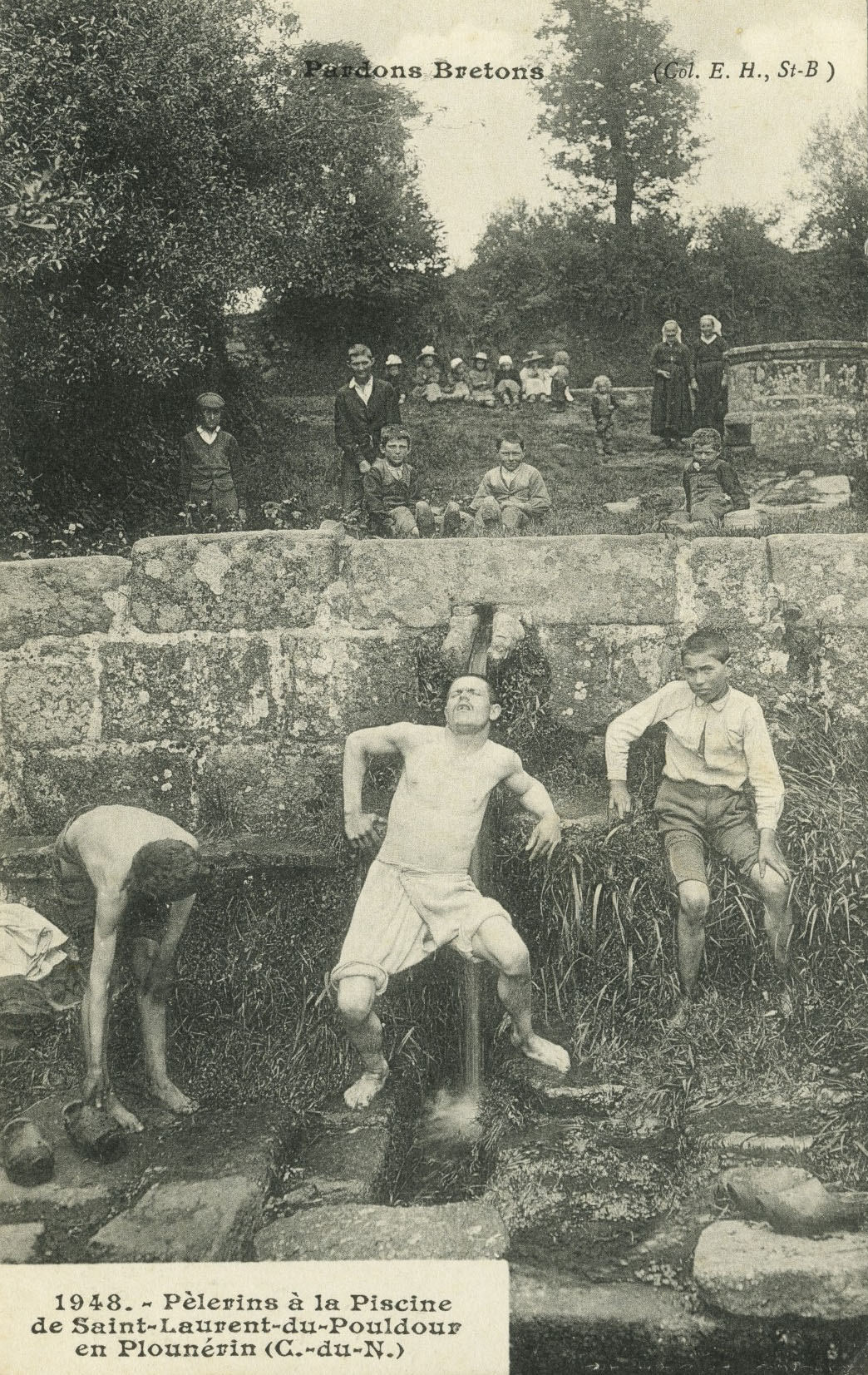
Baignade de pèlerins à la fontaine Saint-Laurent-du-Pouldour vers 1905 2.

L'autorité ecclésiastique interdit la chapelle, mais elle resta malgré tout vénérée ; on y venait aussi pour vouer à Saint-Yves-de-Vérité et faire mourir dans l'année les gens dont on croyait avoir à se plaindre gravement. Selon Louis Le Guennec la chapelle était encore en état en 1905, mais ruinée quelques années plus tard.
Le 30 septembre 1892 une commission départementale émet un avis favorable à la construction d'une école de filles à Plouégat-Moysan.

### LeXXesiècle

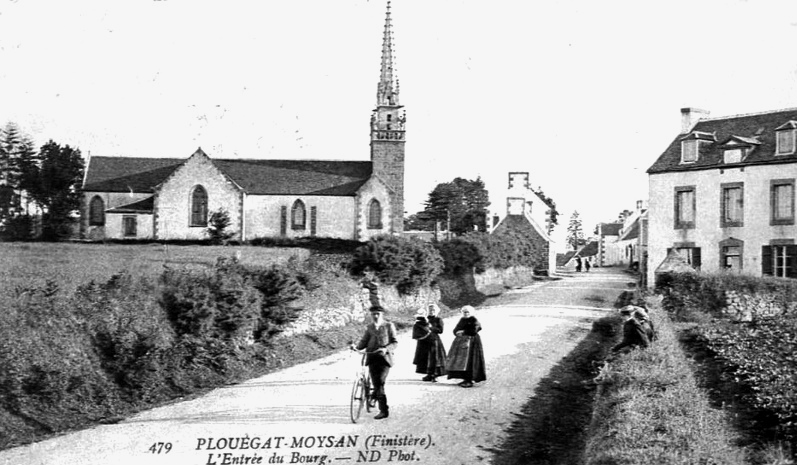
Plouégat-Moysan : l'entrée du bourg au début du XXe siècle (carte postale ND Photo).

#### La Belle Époque
Répondant en 1904 à une enquête de l'inspection académique, un instituteur de Plouégat-Moysan écrit que « l'instruction religieuse n'est pas donnée en français parce que le clergé sait bien que tout le monde ne comprend pas le français ».

#### La Première Guerre mondiale
Le monument aux morts de Plouégat-Moysan, inauguré en 1920, porte les noms de 58 soldats morts pour la France pendant la Première Guerre mondiale : parmi eux Mathieu Le Gall et Eugène Le Guen ont été décorés à titre posthume de la Croix de guerre.

#### L'Entre-deux-guerres
Une agence postale ouvre à Plouégat-Moysan le 1er septembre 1929.

#### La Seconde Guerre mondiale
Le monument aux morts de Plouégat-Moysan indique les noms de 12 personnes mortes pour la France pendant la Seconde Guerre mondiale : Y. Minihy, P. Le Goff, M. Bivic, François Goasdoué, J. Derrien, E. Le Roy, I. Goareguer, H. Le Guen, G. Mesdon, L. Lahellec, François Goasdoué (homonyme du précédent cité) et M. Bodilis.

## Politique et administration
| Période                                  | Période  | Identité                 | Étiquette | Qualité                                                                 |
| ---------------------------------------- | -------- | ------------------------ | --------- | ----------------------------------------------------------------------- |
| Les données manquantes sont à compléter. |          |                          |           |                                                                         |
| 1831                                     | 1836     | Jean Le Bihan            |           | Boucher.                                                                |
| 1836                                     | 1840     | Yves Mercier             |           |                                                                         |
| 1840                                     | 1848     | Jean Le Bihan            |           | Déjà maire entre 1832 et 1836.                                          |
| 1848                                     | 1858     | Yves Le Bougeant         |           |                                                                         |
| 1858                                     | 1873     | Jean Le Bihan            |           |                                                                         |
| 1874                                     | 1878     | Jean Le Meur             |           |                                                                         |
| 1878                                     | 1885     | Jean-Marie Rivoalen,     |           | Cultivateur.                                                            |
| 1885                                     | 1887     | Charles Le Dantec        |           | Suspendu de ses fonctions en mars 1887 après une condamnation pour vol. |
| 1887                                     | 1911     | Yves Le Bougeant         |           | Propriétaire cultivateur.                                               |
| 1911                                     | 1919     | Pierre-Marie Le Bougeant |           | Fils d'Yves Le Bougeant, maire précédent.                               |
| 1919                                     | 1944     | Jean-François Huet       |           |                                                                         |
| 1945                                     | 1951     | ?                        | PCF       |                                                                         |
| 1951                                     | 1952     | François Thomas          |           |                                                                         |
| 1952                                     | 1964     | Émile Le Morvan          |           |                                                                         |
| 1965                                     | 1983     | Léon Prigent             | SFIO→PS   |                                                                         |
| 1983                                     | 1991     | Yves Derrien             |           |                                                                         |
| 1991                                     | 2001     | Robert Kermarrec         | DVD       |                                                                         |
| 2001                                     | 2008     | Alfred Lachuer           | PS        |                                                                         |
| 2008                                     | En cours | François Girotto         | PS        |                                                                         |

## Monuments
- L'église Saint-Pierre (XVIIIe siècle), en forme de croix latine à chevet plat et sans bas-côtés, reconstruite entre 1874 et 1879. Le clocher de l'ancien édifice, édifié en 1700 par l'architecte Maurice Taoc, a été conservé[43]. La flèche abattue par la foudre dans la nuit du 8 au 9 janvier 1886 a été reconstruite en 1902. Elle est du même type que celle de Guerlesquin.
- Chapelle Saint-Méen et Saint-Judicaël (reconstruite en 1830, désormais en ruine).
- Manoir de Trogoff (1643), édifié par Jean de Pensornou, seigneur de Trogoff, époux de Marie de Toulgoët.

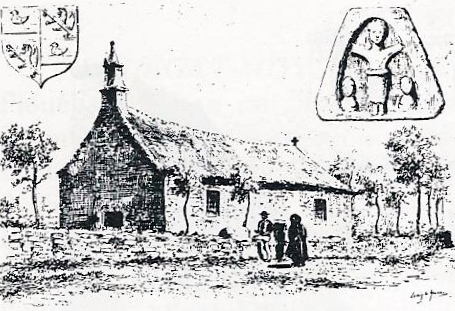
La chapelle Saint-Méen (dessin de Louis Le Guennec, 1905).

- Neuf Croix ou vestiges de Croix : Croas-ar-Salud (Moyen-Âge), Croas-ar-Mal (Moyen-Âge), Saint-Laurent (XIe siècle), les deux croix de Kerbabu (Moyen-Âge et XIe siècle), la croix de l'église (elle date de la mission de 1875), la croix relevée en 1959, la croix du couvent (XIXe siècle), Croix-de-Trobara (XIe siècle), Trudujou (XIVe siècle), la croix située près de la chapelle Saint-Méen (XIIIe siècle)[44] ;
- Les fontaines de dévotion :
  - La fontaine Saint-Laurent (XVe siècle-XVIe siècle) ou fontaine du Pouldour ;
  - La fontaine Saint-Méen (XVe siècle).

## Événements

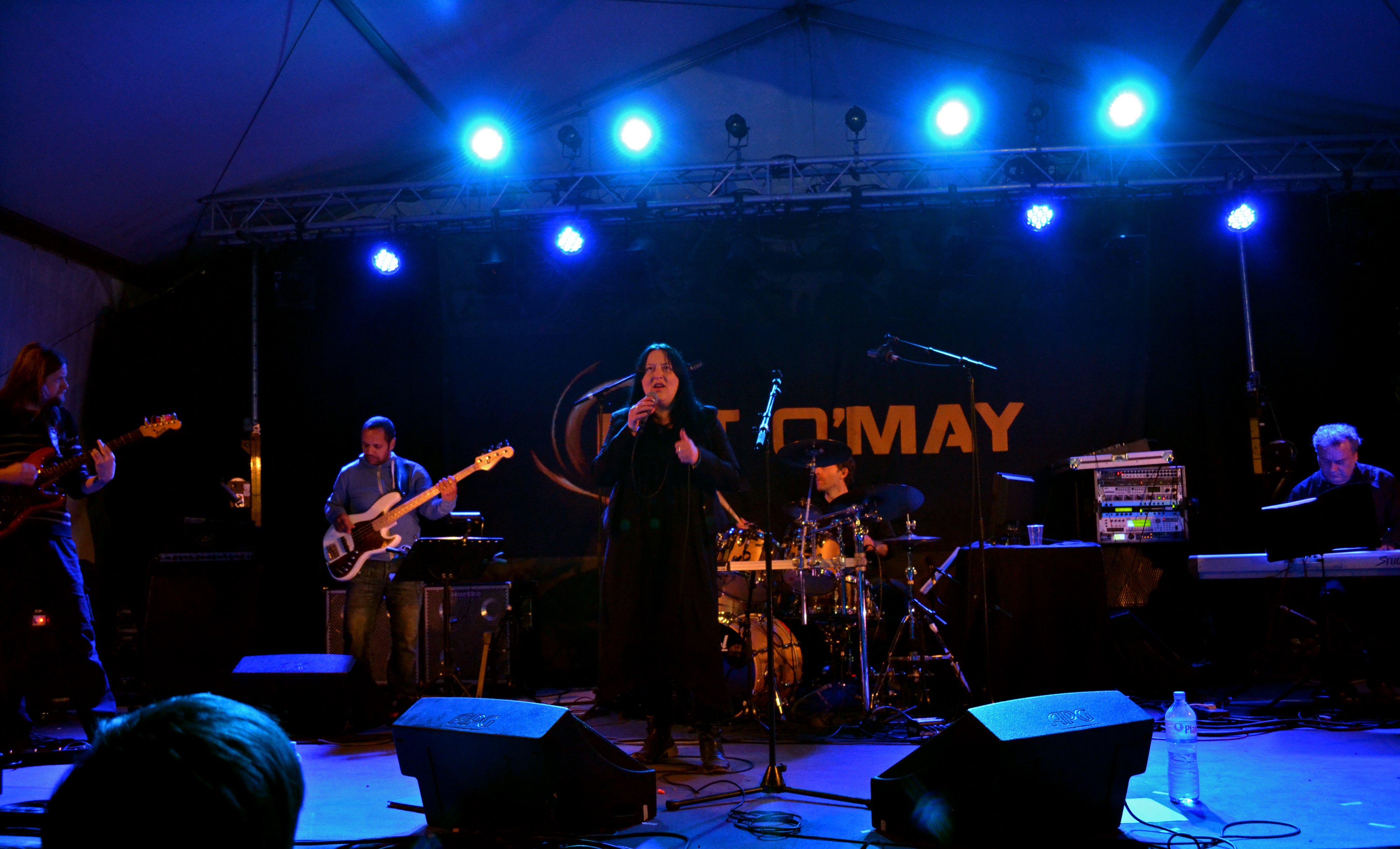
Children in Paradise au Festy'Jeanne 2013

- Le Puits de Jeanne est un gîte qui organise des soirées comme le festival Festy'Jeanne, organisé pour la première fois en mai 2013 autour de la culture celtique et la musique.

## Personnalités liées à la commune
- Guillaume Dohollou, né le 22 octobre 1742 à Plouégat-Moysan, fut en 1779 « aumônier de l'hôpital du Guerrand », recteur de Ploulec'h ; il est élu député suppléant du clergé de l'évêché de Tréguier aux États généraux de 1789, puis, devenu prêtre réfractaire, s' exila en Angleterre en 1792 avant d'être déporté à l'Île de Ré ; il mourut recteur de Pommerit-le-Vicomte le 6 mars 1814.

## Démographie

### Évolution démographique
| 1793  | 1800 | 1806  | 1821  | 1831  | 1836  | 1841  | 1846  | 1851  |
| ----- | ---- | ----- | ----- | ----- | ----- | ----- | ----- | ----- |
| 1 138 | 778  | 1 139 | 1 258 | 1 139 | 1 288 | 1 335 | 1 324 | 1 359 |

| 1856  | 1861  | 1866  | 1872  | 1876  | 1881  | 1886  | 1891  | 1896  |
| ----- | ----- | ----- | ----- | ----- | ----- | ----- | ----- | ----- |
| 1 338 | 1 389 | 1 372 | 1 216 | 1 159 | 1 077 | 1 106 | 1 029 | 1 015 |

| 1901  | 1906  | 1911  | 1921  | 1926 | 1931 | 1936 | 1946 | 1954 |
| ----- | ----- | ----- | ----- | ---- | ---- | ---- | ---- | ---- |
| 1 064 | 1 024 | 1 020 | 1 019 | 943  | 874  | 837  | 798  | 698  |

| 1962 | 1968 | 1975 | 1982 | 1990 | 1999 | 2006 | 2011 | 2016 |
| ---- | ---- | ---- | ---- | ---- | ---- | ---- | ---- | ---- |
| 587  | 543  | 500  | 480  | 501  | 545  | 609  | 658  | 717  |

| 2021 | 2022 | - | - | - | - | - | - | - |
| ---- | ---- | - | - | - | - | - | - | - |
| 718  | 720  | - | - | - | - | - | - | - |

### Évolution du rang démographique
| selon la population municipale des années : | 1968 | 1975 | 1982 | 1990 | 1999 | 2006 | 2009 | 2013 |
| Rang de la commune dans le département      | 229  | 253  | 250  | 249  | 242  | 239  | 240  | 238  |
| Nombre de communes du département           | 286  | 283  | 283  | 283  | 283  | 283  | 283  | 283  |

En 2016, Plouégat-Moysan était la 228e commune du département en population avec ses 717 habitants (territoire en vigueur au 1er janvier 2019), derrière Le Juch (227e avec 719 habitants) et devant Saint-Thois (229e avec 715 habitants).